# Motor DMAX V6
El motor DMAX V6 es un motor diesel del fabricante Isuzu en colaboración con General Motors, quien posee la patente de dicho motor.
Este motor es usado tanto en modelos de la propia General Motors como en modelos de Renault.

## Características
El DMAX tiene una cilindrada de 2958 cm³, con un diámetro de 87.5 mm y una carrera de 82.0 mm.
| Código interno                             | Distribución       | Relación de compresión | Potencia máxima            | Par motor         | Alimentación                                       | Catalizador | Normativa de anticontaminación | Usos                                                         |
| ------------------------------------------ | ------------------ | ---------------------- | -------------------------- | ----------------- | -------------------------------------------------- | ----------- | ------------------------------ | ------------------------------------------------------------ |
| P9X 701 (Renault) Y30DT (Opel) 6DE1 (Saab) | 24 válvulas (DOHC) | 18.5: 1                | 177 CV (130 kW) @ 4400 rpm | 350 Nm @ 1800 rpm | Inyección directa, common-rail, turbo, intercooler | Sí          | Euro 3                         | Renault Vel Satis Renault Espace IV Opel Vectra III Saab 9-5 |
| P9X 715 (Renault) Z30DT (Opel)             | 24 válvulas (DOHC) | 18.5: 1                | 181 CV (133 kW) @ 4000 rpm | 400 Nm @ 1800 rpm | Inyección directa, common-rail, turbo, intercooler | Sí          | Euro 4                         | Renault Vel Satis Renault Espace IV Opel Vectra III          |

- Datos: Q3866372